# Musée de la ville de Prague
Le musée de la Ville de Prague est situé à Prague, en République tchèque. Il a été fondé en 1881.
Le musée est composé de plusieurs bâtiments : le bâtiment principal, le bâtiment des douanes de Podskalí à Výtoň, le château de Ctěnice, les tours de Prague, la villa Müller et la maison de l'Anneau d'or.

Le bâtiment néo-Renaissance a été construit entre 1896 et 1898 et inauguré au public le 27 septembre 1900.

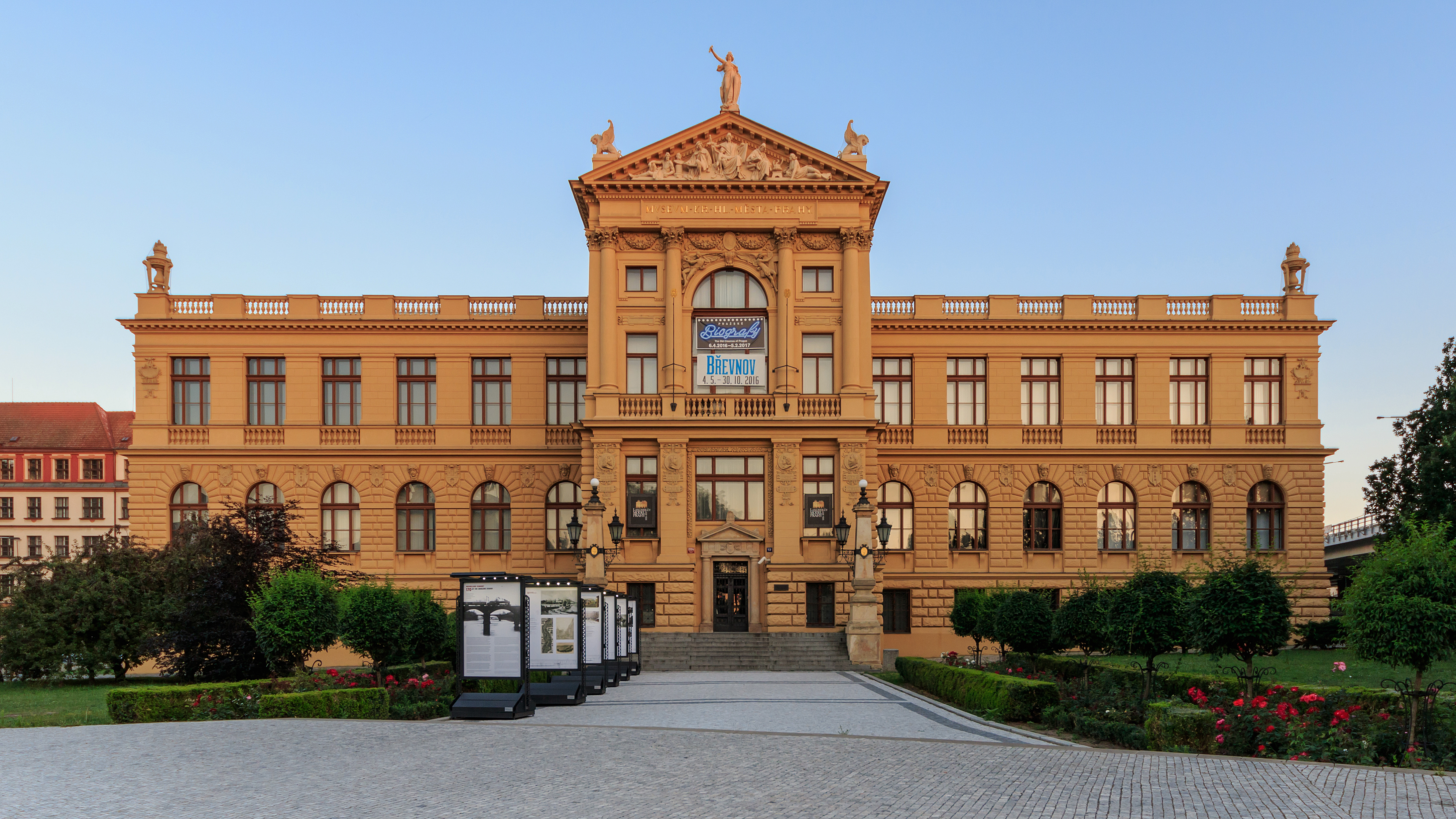
Bâtiment principal.
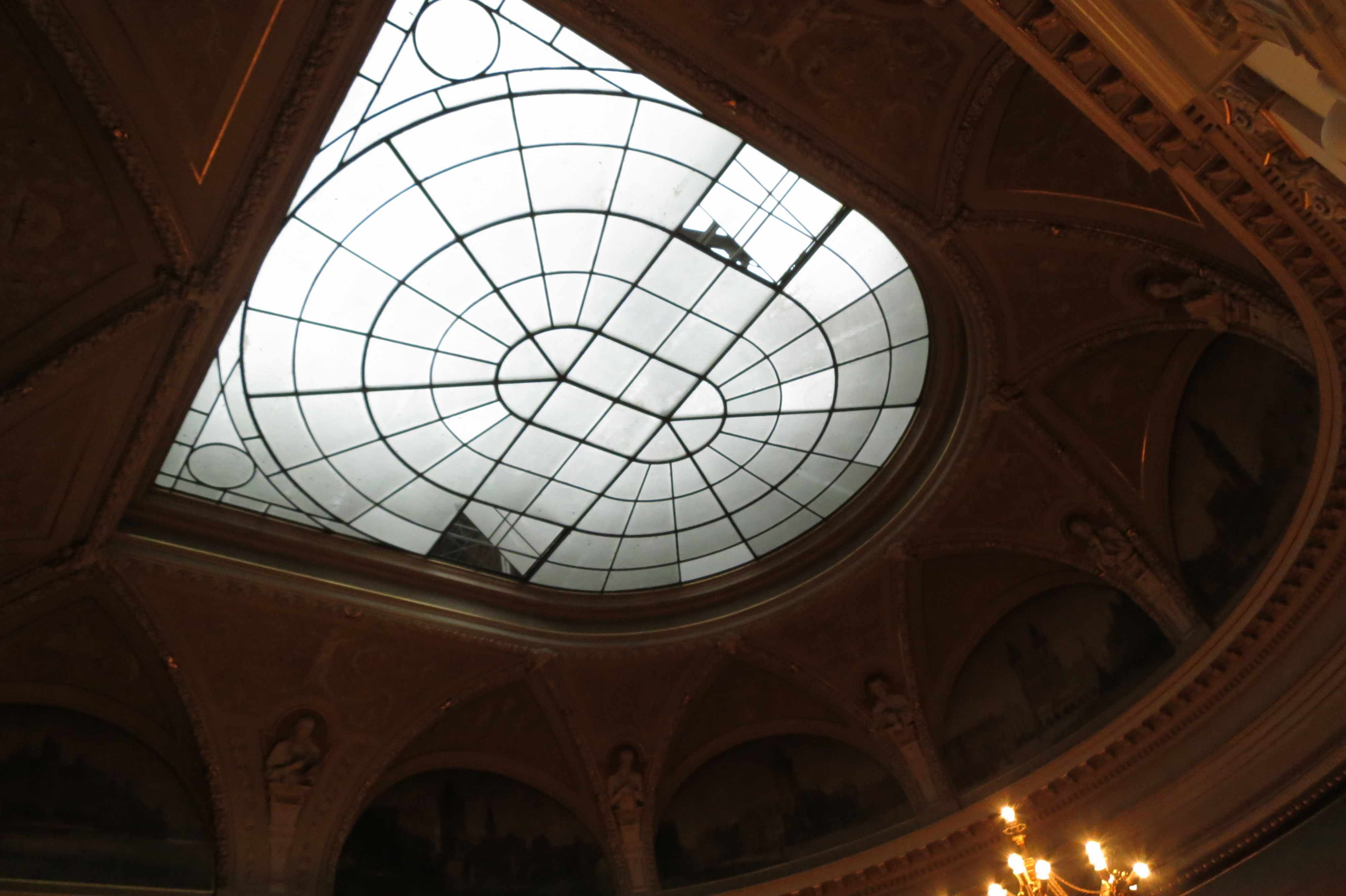
Plafond.
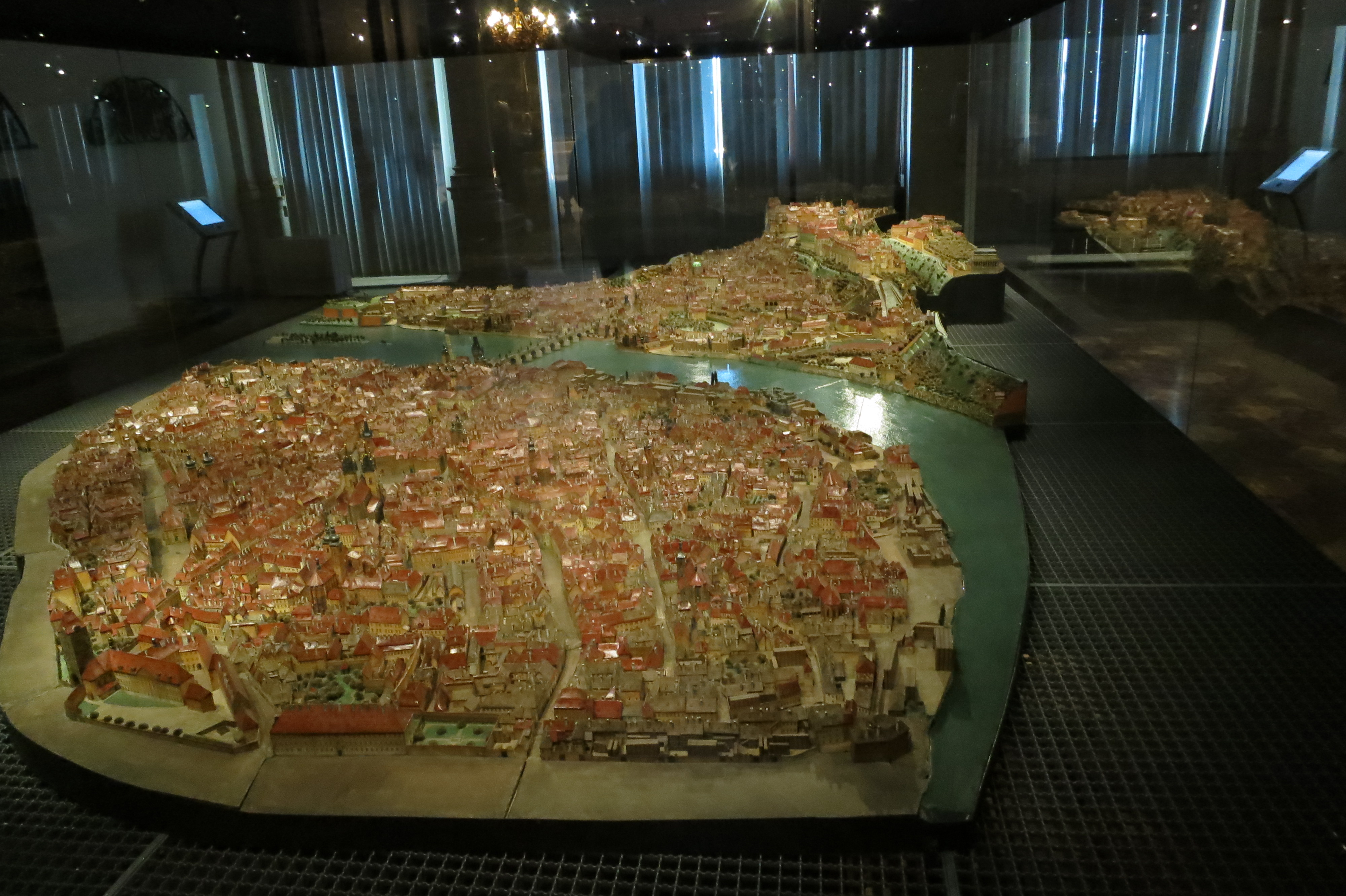
Maquette du Vieux Prague.
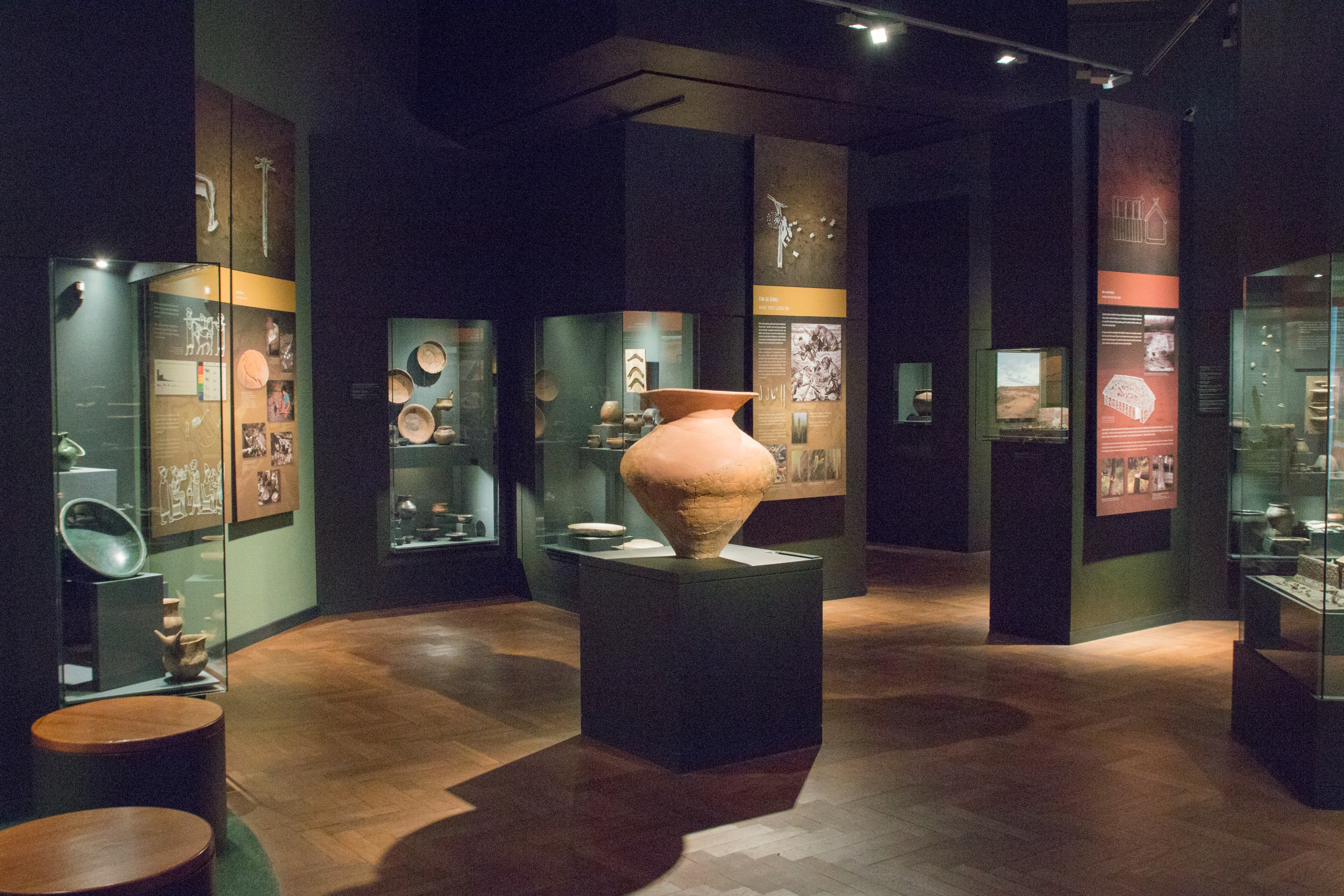
Salles préhistoriques.